# 世高通宝

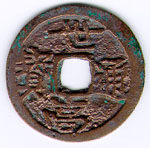
世高通寳

世高通宝（せこうつうほう、世高通寳）は、琉球王国において発行された銭貨の一つ。尚徳王の時代に大世通宝と同じく永楽通宝の『永楽』を『世高』と鑲置（じょうち、文字のところに別の文字を嵌め込むこと）して発行された。
形は円で直径はおおよそ23mm、中央には正方形の穴が開いている。重量は約3g。上下左右に世高通寳と書かれている。